# Southfield
Southfield è una città degli Stati Uniti d'America, nella Contea di Oakland, nello Stato del Michigan. È un sobborgo di Detroit.
È sede della prestigiosa università privata denominata Lawrence Technological University, o più comunemente Lawrence Tech.